# Palaemnema reventazoni
Palaemnema reventazoni је инсект из реда Odonata и фамилије Platystictidae. 

## Угроженост
Ова врста се сматра угроженом.

## Распрострањење
Костарика је једино познато природно станиште врсте.

## Популациони тренд
Популациони тренд је за ову врсту непознат.

## Станиште
Станишта врсте су шуме и слатководна подручја.